# Max Linder
Max Linder, pseudonimo di Gabriel-Maximilien Leuvielle (Saint-Loubès, 6 dicembre 1883 – Parigi, 31 ottobre 1925), è stato un attore, regista e sceneggiatore francese del cinema muto.
Comico di classe, del quale lo stesso Charlie Chaplin si dichiarò allievo, creò la prima grande maschera del cinema, quella di Max, uomo di mondo elegante ed irreprensibile, dai neri baffetti, il lucente cilindro ed i candidi guanti, che agiva sullo sfondo di una Parigi della Belle Époque. Dei 500 film da lui interpretati, e molti anche diretti, ne rimangono soltanto 82.

## Biografia
Originario della Gironda, nacque da una famiglia di vignaioli. Studiò al Conservatorio di Bordeaux, dove divenne attore teatrale. Dotato di acuto spirito di osservazione, si orientò verso un genere di satira del costume dove, pur soggiacendo a incredibili avventure, rifuggiva dalla caotica agitazione, dagli inseguimenti e da tutte le altre facili trovate che costituivano la materia comica nel cinema agli inizi del XX secolo. Fu ingaggiato dalla Pathé, e sugli schermi esordì nel 1905, in alcune brevi pellicole, ma solo nel 1908 gli fu affidata una propria serie di comiche.
La sua popolarità esplose negli anni 1909-1914, con le irresistibili avventure di Max, personaggio da lui creato (Max e le nozze, Max et le quinquina, Max convalescente, Max e la nuova moda, Max alla fattoria, Max scapolo, Max e le donne, Max pittore, Max virtuoso, Max toreador, Max cavaliere, Max e la suocera, Max pedicure, Max maggiordomo, Max e la dottoressa, ecc.). Sulla scia di questo successo, Linder si accostò anche al film di lungometraggio, dapprima in patria (Il piccolo caffè, 1919), poi a Hollywood, dove soggiornò dal 1921 al 1923 e dove interpretò i film migliori (Sette anni di guai, considerato il suo capolavoro, Siate mia moglie e I tre Moschettieri), e di nuovo in Europa (Au secour! nel 1923 e Domatore per amore nel 1925, girato a Vienna). Ma la vena comica, nel vasto respiro del film vero e proprio, cominciò ad esaurirsi, e la sua popolarità iniziò la parabola discendente.
Il 31 ottobre 1925 Linder si tolse la vita, subito dopo aver ucciso la giovanissima moglie Ninette Peters, sposata tre anni prima e da cui aveva avuto una figlia, Maud. La donna fu scoperta in una pozza di sangue dalla madre, che aveva un appuntamento con lei e preoccupandosi del ritardo e del fatto che non rispondeva al telefono, era andata a trovarla di persona. La giovane sposa aveva il polso sinistro reciso e pare fosse stata drogata prima di essere uccisa. Nello stesso modo si era tolto la vita l'attore, che giaceva accanto a lei. Il giorno successivo, il quotidiano Le Petit Parisien riportò la tragedia titolandola: Max Linder tue sa femme et se suicide.

## Filmografia parziale

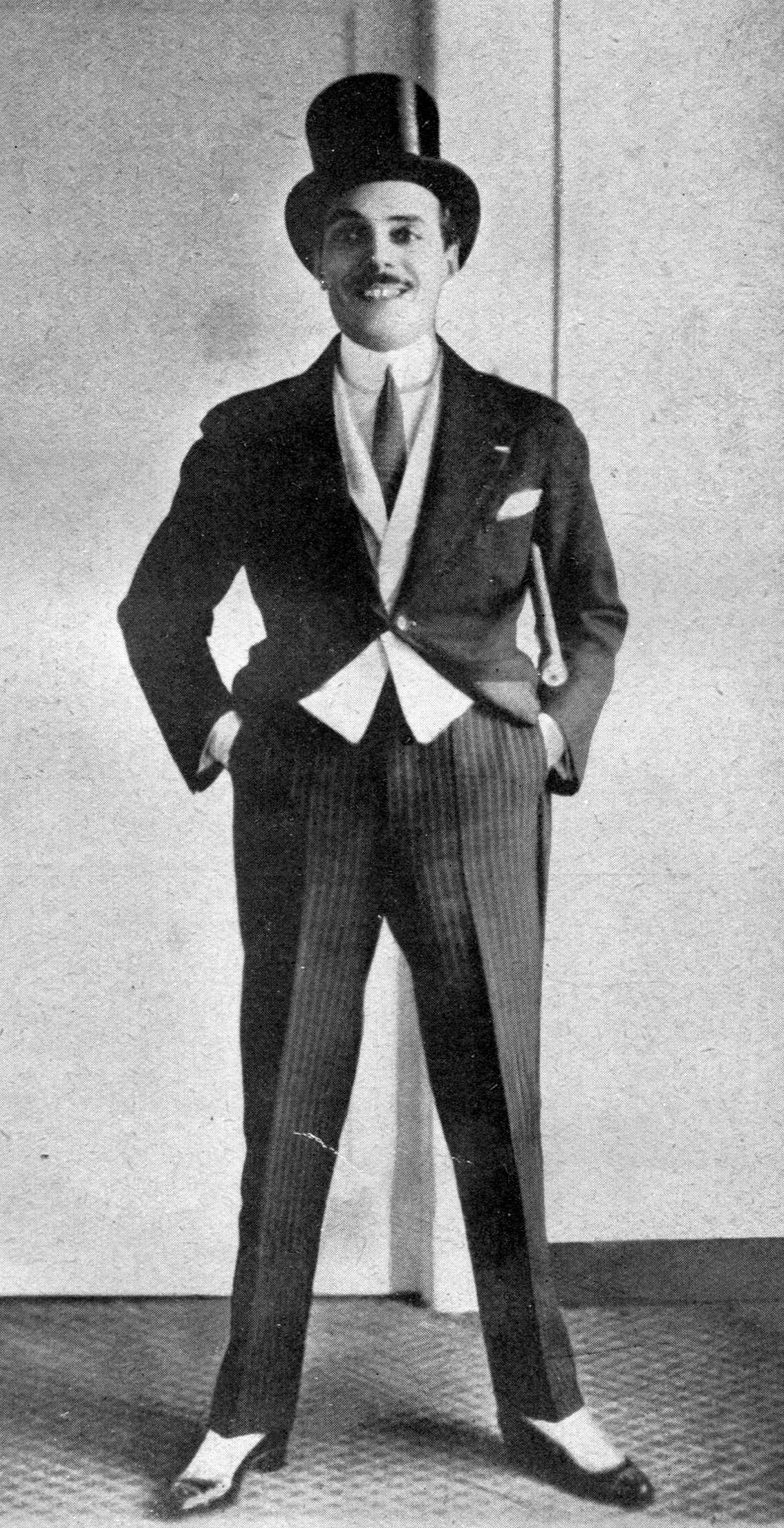
Max Linder nel 1908

### Attore
- La première sortie d'un collégien, regia Louis J. Gasnier - cortometraggio (1905)
- Dix femmes pour un mari, regia di Georges Hatot, Lucien Nonguet e Ferdinand Zecca (1905)
- La Rencontre imprévue, regia di Armand Massard (1905)
- Les étudiants de Paris, regia di Harry Ray (1906)
- Julot va dans le monde (1906)
- La puce gênante (1906)
- Le pendu, regia di Louis J. Gasnier (1906)
- Les contrebandiers (1906)
- Cross Country (1906)
- Lèvres collées (1907)
- C'est papa qui prend la purge, regia di Louis Feuillade (1907)
- Au music-hall (1907)
- Le poison (1907)
- Ah! Quel malheur d'avoir un gendre (1907)
- Idée d'apache, regia di Lucien Nonguet (1907)
- Pour un collier (1907)
- Ruse de mari (1907)
- Les débuts d'un patineur, regia di Louis J. Gasnier (1907)
- La légende de Polichinelle, regia di Albert Capellani e Lucien Nonguet (1907)
- Les péripéties d'un amant (1907)
- Pitou, bonne d'enfants (1907)
- Max aéronaute (1907)
- Domestique hypnotiseur, regia di Lucien Nonguet (1907)
- La mort d'un toréador, regia di Louis J. Gasnier (1907)
- Les Exploits d'un fou (1907)
- Le Mari de la doctoresse (1907)
- L'Armoire (1907)
- Sganarelle, regia di Albert Capellani (1907)
- Nourrice par nécessité (1907)
- Madame a ses vapeurs (1907)
- Chaussure trop étroite (1907)
- Création de la serpentine, regia di Segundo de Chomón (1908)
- Le premier cigare d'un collégien, regia di Louis J. Gasnier (1908)
- Les plaisirs du soldat (1908)
- La suspension (1908)
- La femme sandwich (1908)
- Mon pantalon est décousu, regia di André Heuzé (1908)
- Monsieur et Madame font du tandem (1908)
- Ma montre retarde (1908)
- Les pérégrinations d'une puce (1908)
- Une veine de bossu (1908)
- Pédicure par amour, regia di Charles Decroix (1908)
- La maîtresse de piano, regia di Charles Decroix (1908)
- L'obsession de la belle-mère (1908)
- Les erreurs du commissionnaire (1908)
- Un tic nerveux contagieux (1908)
- Mes voisins font danser, regia di Louis J. Gasnier (1908)
- Un fiancé trop occupé (1908)
- Un jeune homme timide (1908)
- Deux grandes douleurs (1908)
- On demande un gendre à l'essai (1908)
- Le coup de foudre (1908)
- L'oncle à héritage (1908)
- Le vertueux Jeune Homme (1908)
- Consultation improvisée (1908)
- Les tribulations d'un neveu (1908)
- Un mari peu vienard (1908)
- Retour inattendu (1908)
- La barbe de Théodore (1909)
- Un bobo mal placé, regia di Charles-Lucien Lépine (1909)
- N'embrassez pas votre bonne (1909)
- Le petit jeune homme, regia di Louis J. Gasnier (1909)
- Amoureux de la femme à barbe (1909)
- Une conquête, regia di Charles Decroix (1909)
- Les surprises de l'amour (1909)
- La Petite Rosse, regia di Camille de Morlhon (1909)
- À qui mon coeur? (1909)
- Le ratelier de la belle-mère, regia di Émile Cohl (1909)
- Roméo se fait bandit, regia di Romeo Bosetti (1909)
- En bombe, regia di Louis J. Gasnier (1909)
- Avant et... après (1909)
- Une poursuite mouvementée, regia di Louis J. Gasnier (1909)
- The Cure of Cowardice (1909)
- See the Picture! (1909)
- Mes voisins me font danser (1909)
- Le chapeau-claque, regia di Georges Monca (1909)
- Le Bridge au plafond, regia di Louis J. Gasnier (1909)
- Le baromètre de la fidélité, regia di Georges Monca (1909)
- La timidité guérie par le sérum, regia di Louis J. Gasnier (1910)
- Une bonne pour monsieur, un domestique pour madame, regia di Lucien Nonguet (1910)
- Le pacte (1910)
- Une jeune fille romanesque, regia di Louis J. Gasnier (1910)
- Soldat par amour (1910)
- Le serment d'un prince (1910)
- Une séance de cinématographe, regia di Louis J. Gasnier (1910)
- Une mauvaise vue (1910)
- L'ingénieux attentat, regia di Louis J. Gasnier (1910)
- Max et son rival, regia di Lucien Nonguet (1910)
- Kyrelor, bandit par amour, regia di Louis J. Gasnier (1910)
- Max et l'edelweiss, regia di Lucien Nonguet (1910)
- Le Duel d'un monsieur myope, regia di Louis J. Gasnier (1910)
- Max fait du ski, regia di Louis J. Gasnier e Lucien Nonguet (1910)
- Max se trompe d'étage, regia di Lucien Nonguet (1910)
- Max prend un bain, regia di Lucien Nonguet (1910)
- Le Soulier trop petit, regia di Georges Monca (1910)
- Max hypnotisé, regia di Lucien Nonguet (1910)
- Max manque un riche mariage, regia di Lucien Nonguet (1910)
- Max ne se mariera pas, regia di Lucien Nonguet (1910)
- Max et la belle négresse, regia di Lucien Nonguet (1910)
- Une mariée qui se fait attendre, regia di Louis J. Gasnier (1911)
- La Bonne à tout faire (o La Servante), regia di Georges Denola (1911)
- Max fiancé, regia di Lucien Nonguet (1911)
- Max célibataire, regia di Lucien Nonguet (1912)
- Max fait de la photo, regia di Lucien Nonguet (1913)
- Les Débuts d'un yachtman, regia di Louis J. Gasnier (1913)
- Un idiot qui se croit Max Linder, regia di Romeo Bosetti e Lucien Nonguet (1914)
- Max Comes Across, regia di Max Linder (1917)
- Max in a Taxi, regia di Max Linder (1917)
- Il piccolo caffè (Le Petit Café), regia di Raymond Bernard (1919)
- Max nel castello degli spettri (Au secours!), regia di Abel Gance (1924)

### Regista e attore
- L'obsession de l'équilibre (1908)
- Vive la vie de garçon (1908)
- Un mariage à l'américaine (1909)
- Le voleur mondain (1909)
- La vengeance du bottier (1909)
- Une campagne électorale, co-regia di Louis J. Gasnier (1909)
- Max et la doctoresse (1909)
- Les exploits du jeune Tartarin (1910)
- Je voudrais un enfant (1910)
- Max est distrait, regia e sceneggiatura (1910)
- Max et la fuite de gaz, regia e sceneggiatura (1910)
- Max champion de boxe, co-regia con Lucien Nonguet (1910)
- Mon chien rapporte, regia e sceneggiatura (1910)
- Mariage au puzzle (1910)
- Un cross-country original, co-regia con Louis J. Gasnier (1910)
- Les débuts de Max au cinéma, co-regia con Louis J. Gasnier (1910)
- La flûte merveilleuse, regia e sceneggiatura (1910)
- Comment Max fait le tour du monde (1910)
- Qui a tué Max? (1910)
- Par habitude (1910)
- Max se marie, co-regia con Lucien Nonguet (1911)
- Max et sa belle-mère, co-regia con Lucien Nonguet (1911)
- Voisin... voisine, regia e sceneggiatura (1911)
- Max dans sa famille, regia e sceneggiatura (1911)
- Max a un duel, co-regia con René Leprince (1911)
- Max et Jane veulent faire du théâtre, co-regia con René Leprince (1911)
- Max victime du quinquina (1911)
- Max boxeur par amour (1912)
- Max e le scarpe (Max collectioneur de chaussures), regia e sceneggiatura (1912)
- Max lance la mode, co-regia con René Leprince (1912)
- Max reprend sa liberté (1912)
- Max et son chien Dick, co-regia con René Leprince (1912)
- Max amoureux de la teinturière, regia e sceneggiatura (1912)
- Max contre Nick Winter, co-regia con Paul Garbagni (1912)
- Max bandit par amour, regia e sceneggiatura (1912)
- Que peut-il avoir? (1912)
- Max escamoteur, regia e sceneggiatura (1912)
- Max et son âne, co-regia con René Leprince (1912)
- Max e le donne (Max et les femmes), co-regia con René Leprince (1912)
- Un mariage au téléphone (1912)
- Un enlèvement en hydroaéroplane (1912)
- Le roman de Max (1912)
- Max veut grandir (1912)
- Voyage de noces en Espagne (1912)
- La vengeance du domestique (1912)
- Entente cordiale (1912)
- Max, professeur de tango (1912)
- Un mariage imprévu, regia e sceneggiatura (1913)
- Max virtuoso (Max virtuose), regia e sceneggiatura (1913)
- Max fait des conquêtes (1913)
- Max va in vacanza (La vacance de Max) (1913)
- Max Linder pratique tous les sports (1913)
- Max toreador (Max toréador), regia e sceneggiatura (1913)
- Max pédicure (1914)
- L'inglese tale e quale lo parla Max Linder (L'Anglais tel que Max le parle) (1914)
- Dick est un chien savant, regia e sceneggiatura (1914)
- I baci della domestica sono pericolosi (N'embrassez pas votre bonne), regia e sceneggiatura (1914)
- Le 2 août 1914 (1914)
- Parrucchiere per amore (Coiffeur par amour) (1915)
- Max in America (Max Comes Across), regia sceneggiatura (1917)
- Max vuole il divorzio (Max Wants a Divorce), regia e sceneggiatura (1917)
- Max devrait porter des bretelles, co-regia con René Leprince (1917)
- Sette anni di guai (Seven Years Bad Luck), regia e sceneggiatura (1921)
- Siate mia moglie (Be My Wife), regia e sceneggiatura (1921)
- Vent'anni prima (The Three Must-Get-Theres) (1922)
- Il re del circo (Der Zirkuskönig), co-regia con Édouard-Émile Violet (1924)
- Chevalier Barkas (1925)